# Philippe Boudon
Pour les articles homonymes, voir Boudon.
 (octobre 2021).
Si vous disposez d'ouvrages ou d'articles de référence ou si vous connaissez des sites web de qualité traitant du thème abordé ici, merci de compléter l'article en donnant les références utiles à sa vérifiabilité et en les liant à la section « Notes et références ».
Philippe Boudon, né en 1941, est un architecte et urbaniste français.

## Biographie
Philippe Boudon a été directeur du Laboratoire d'architecturologie et de recherches épistémologiques sur l’architecture (Laréa) et professeur à l’École nationale supérieure d'architecture de Paris-La Villette après avoir enseigné pendant une dizaine d'années à l'École d'architecture de Nancy. Avec Bernard Hamburger, Gérard Bauer et Alain Sarfati, il a fondé le l'AREA et, en collaboration avec Alain Sarfati, a été rédacteur en chef de la nouvelle revue Architecture, mouvement, continuité dans sa première année (1967-1968), devenue par la suite AMC (voir le dossier AMC no 212 février 2012).
Théoricien, il focalise sa recherche sur les opérations cognitives propres à l’architecte lors du travail de la conception, opérations dont la modélisation donne lieu à la constitution d'un objet scientifique : l'« espace architecturologique ».
L'« architecturologie » pose que la mesure est une fonction incontournable du travail de l’architecte, lequel ne saurait déterminer les objets qu’il travaille à concevoir sans leur conférer des mesures. De ce fait procèdent :
- une différence épistémologique majeure entre espace géométrique et espace architectural,
- une localisation de cette différence dans la notion d’échelle,
- un programme restreint de recherche portant sur la diversité et la complexité des opérations de mesure que recouvre le terme « échelle », éventuellement susceptible de s’étendre au-delà du domaine.
- un programme élargi de recherche posant d’abord la conception architecturale puis la conception en général comme objets de recherche.

Les deux concepts opératoires du modèle architecturologique sont le modèle et l’échelle : une opération de la conception consistant en opérations de dimensionnement de pertinences variables pouvant procéder de divers espaces de références.
Le développement d’un tel programme de recherche s’est effectué au sein du LAREA, Laboratoire d'architecturologie et de recherches épistémologiques sur l'architecture et a donné lieu à nombre de rapports de recherche, d’articles et de publications françaises et étrangères. L’ouvrage qui a été au départ d’un tel programme, Sur l’espace architectural : essai d’épistémologie de l’architecture (Dunod 1971, rééd. Parenthèses, 2003) a été publié en allemand, en japonais, en espagnol. Un cours d’architecturologie, publication collective intitulée Enseigner la conception architecturale a systématisé l’état de l’architecturologie en son état théorique de 1994, réédité en 2000 par Les éditions de La Villette.
La question se poserait aujourd’hui d’une possible extension de l’avancée du travail architecturologique au-delà du domaine proprement architectural de la conception, urbanisme par exemple ou, plus généralement, sciences de la conception. Selon Jean-Louis Le Moigne (Le constructivisme, 2 tomes, 1994-1995 ESF éditeurs) l’architecturologie est « science pionnière de la conception » au sens donné à ce terme par Herbert A. Simon qui a prôné une telle direction de recherche dans The sciences of the artificial (1969) qu’a traduit en français Jean-Louis Le Moigne sous le titre Sciences des systèmes, sciences de l'artificiel (Bordas, 1991).

## Publications
- Philippe Boudon, Pessac de Le Corbusier, Paris, Dunod, 1969, 208 p. (ISBN 2-04-015794-8)
- Philippe Boudon, Sur l'espace architectural : essai d'épistémologie de l'architecture, Paris, Dunod éditeur Bordas, coll. « Aspects de l’urbanisme », 1971 (ISBN 2-04-000446-7)
- Philippe Boudon, Richelieu, ville nouvelle : essai d'architecturologie, Paris, Dunod, 1978, 186 p. (ISBN 2-04-010270-1)
- Philippe Boudon et Philippe Deshayes, Viollet-le-Duc, le Dictionnaire d'architecture, Mardaga, 1995 (ISBN 2-87009-115-X)
- Philippe Boudon (coll.), De l'architecture à l'épistémologie : la question de l'échelle, PUF, 1992 (ISBN 2-13-042868-1)
- Philippe Boudon, Introduction à l'architecturologie, Dunod, 1992  (ISBN 2-04-020714-7)
- Philippe Boudon, Langages singuliers et partagés de l'urbain, Paris/Budapest/Torino, L'Harmattan, 1999, 286 p. (ISBN 2-7475-4889-9)
- Philippe Boudon, Philippe Deshayes, Frédéric Pousin et Françoise Schatz, Enseigner la conception architecturale : cours d'architecturologie, Les Éditions de La Villette, coll. « Savoir-faire pour l'architecture », 1994 ; rééd. 2000, 319 p. (ISBN 978-2-903539-56-6 et 2-903539-56-1)
- Philippe Boudon, Échelles, Economica, 2002, 333 p. (ISBN 2-7178-4385-X)
- Philippe Boudon, Sur l'espace architectural : essai d'épistémologie de l'architecture, Parenthèses, 2003, 156 p. (ISBN 2-86364-621-4)
- Philippe Boudon, Conception, Paris, Les Éditions de La Villette, 2005, 91 p. (ISBN 2-903539-73-1)
- Philippe Boudon (coll.), Conceptions, L'Harmattan, 2006 (ISBN 2-296-01596-4)
- Philippe Boudon, Entre géométrie et architecture, Les Éditions de La Villette, 2019  (ISBN 978-2-37556-021-1)
- Philippe Boudon, "Conception entre analyse et décision", Guy Burgel (dir.)Ville et Covid : un mariage de raison, Karthala, 2020. (ISBN : 978-2-8111-2865-4)
- Philippe Boudon, "Modélisation architecturologique et poïétique générale", Genesis 59/24, Revue internationale de critique génétique, ITEM, Sorbonne Université Presses, 2025. (ISBN : 979-10-231-816-3)